# Карасо, Эрнан
Эрнан Агустин Карасо Бермудес (исп. Hernán Agustín Carazo Bermúdez; род. 16 августа 1955 года в Сан-Хосе, Коста-Рика) — коста-риканский биатлонист.

## Карьера
Участник Олимпийских игр 1984 года в Сараево. В индивидуальной гонке он занял 61-е последнее место, допустив 11 промахов. В спринтерской гонке был дисквалифицирован. Больше на крупных биатлонных соревнованиях участия не принимал. Несмотря на это, Карасо остается единственным биатлонистом в истории Коста-Рики.